# Moto Morini
Moto Morini è una casa motociclistica italiana. Fondata a Bologna nel 1937, ha sede a Trivolzio (PV). Lo stabilimento precedente, occupato dagli anni duemila e lasciato nel maggio del 2014, si trovava a Casalecchio di Reno (BO).
Per scelta strategica la società si è posizionata, negli anni duemila, in una nicchia di mercato di alto livello, sia come componentistica che come qualità produttiva: basandosi su un telaio comune e su un propulsore 1200cc, produce infatti artigianalmente con processi industriali, assemblando le moto interamente a mano sia per la rete di concessionari che anche su richiesta dei clienti, potendo quindi personalizzare ogni esemplare in stile one-off. Nell'ottobre 2018 la società Autjann, holding della famiglia Jannuzzelli, ne cedette l'intero capitale al gruppo cinese Zhongneng Vehicle Group, che ne diventò proprietario. La nuova proprietà cambia la fascia di prezzo delle moto con modelli a basso costo e cessa la produzione del 1200 sviluppando nuovi motori tra cui un inedito propulsore di 650 cc.

## Storia

### Dalle origini al 1993
Nel 1925 Mario Mazzetti, che aveva progettato e costruito una moto di 125 cm³, la MM 125 cc, prende come socio Alfonso Morini il quale corre e vince per lungo tempo diverse competizioni ufficiali e conquista diversi record mondiali.
Nel 1937 Alfonso Morini decide di intraprendere in proprio l'attività di costruttore di moto e si fa liquidare da Mario Mazzetti. Viene fondata la Moto Morini - con sede a Bologna, in via Malvasia - che all'inizio della sua attività si dedica alla costruzione di motocarri e motori, per rispettare l'accordo assunto con l'ex socio Mazzetti di non produrre motocicli.
Nel 1939 la Morini si afferma nel settore con lM610, robusto motocarro con trasmissione a cardano, lubrificazione a carter secco e cambio separato. Ancora una volta è la guerra a fermare Alfonso, che si trova costretto a convertire la fabbrica per la costruzione bellica, cosa che continua sino al 1943, quando un bombardamento rade al suolo l'edificio.
Appena finita la guerra la sede viene spostata in via Berti. Alfonso Morini ricomincia subito a lavorare alle moto che ha sempre amato, riprende l'attività nel 1946 a Bologna in via Berti, e presenta la T125, monocilindrica di 125 cm³ 2 tempi (ispirata alla tedesca DKW RT 125. È un successo immediato. Nel 1947 nasce la T125 Sport.
Da ex pilota e valido progettista qual era, essendo le competizioni l'unico mezzo allora esistente di pubblicizzare un marchio, Alfonso Morini non perde tempo e comincia a gareggiare. Già l'anno successivo, il 1948, Raffaele Alberti si laurea campione italiano Motoleggere pilotando una Moto Morini 125 Competizione. L'anno successivo il successo viene ripetuto con Umberto Masetti. Questa moto, monocilindrica a 4 tempi già allora capace di girare a 10.000 giri/min, nel Motomondiale 1952 regala i primi successi del Campionato Mondiale nel Gran Premio delle Nazioni e nel Gran Premio di Spagna, grazie a Emilio Mendogni.
Questi validi motori a 4 tempi arrivano anche sulle moto di serie, la cui prima espressione è la 175.

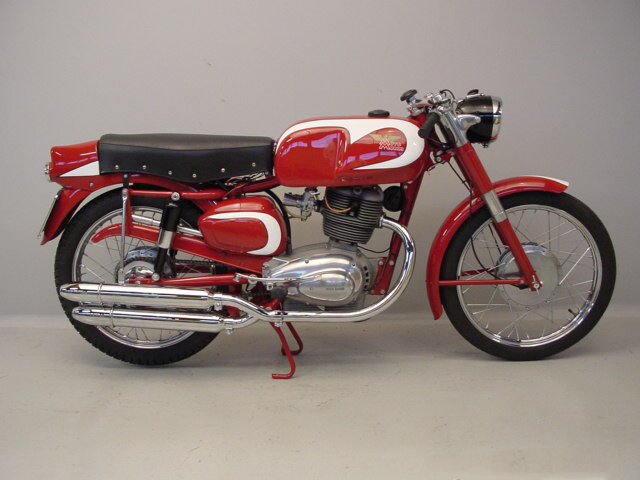
Moto Morini 175 Tresette Sprint

È il 1955 quando le incrementate necessità produttive derivanti dai successi commerciali costringono la Moto Morini a spostarsi in un nuovo sito produttivo, sempre a Bologna, in via Bergami.
Dalla "175" deriva la "Settebello Aste Corte", alla cui guida il debuttante Giacomo Agostini, destinato a divenire un campione di motociclismo, conquista il campionato cadetti nel 1962 e, nell'anno successivo, i campionati italiani di velocità Juniores e della Montagna.
Contemporaneamente Alfonso Morini, Dante Lambertini e Nerio Biavati sviluppano la 250 Bialbero, che nel 1958 vince il Nazioni con Mendogni ed è seconda con Zubani. Nel 1960 alla guida della 250 Bialbero arriva Tarquinio Provini, che nei due anni successivi si laurea campione italiano. Nel Motomondiale 1963 la Moto Morini si cimenta nella classe 250 del campionato mondiale, contro le allora imbattibili Honda. Il sogno di vincere il Campionato Mondiale sfuma però per soli due punti, a causa del ristretto budget aziendale che non consente la partecipazione ad alcune gare e ad un banale malanno di Tarquinio Provini all'ultima gara.

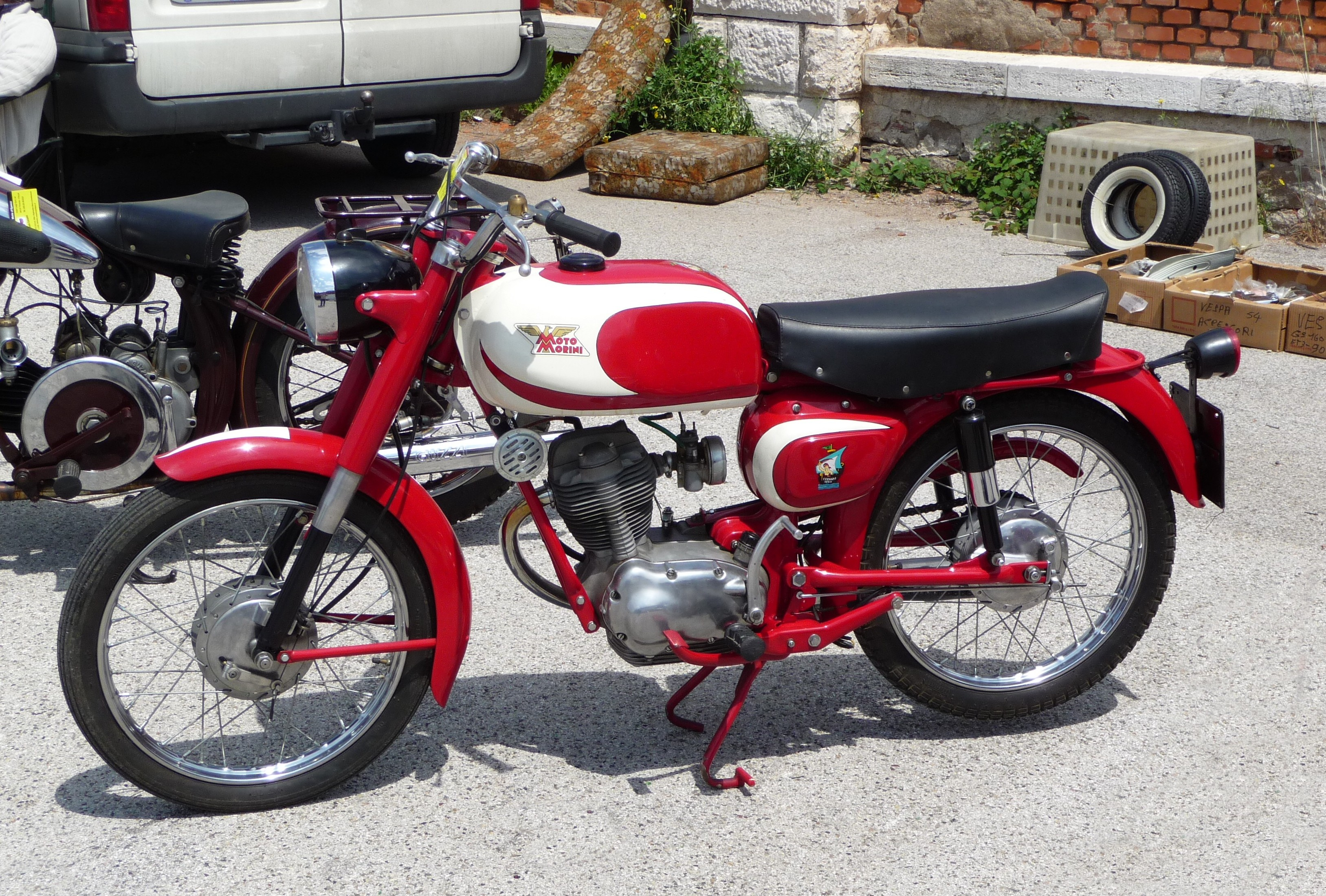
Una Moto Morini Corsaro 125 del 1960

Per quanto riguarda la produzione di serie, negli anni sessanta conoscono grande diffusione la Sbarazzino 100 e la Corsaro 125, moto concepite per l'utilizzo stradale. Ma l'anima sportiva Moto Morini emerge nuovamente quando da quest'ultima viene derivata la Corsaro Veloce, che verrà poi declinata in numerose varianti sportive (la Competizione, la Sport, la Lusso, la Super Sport, la Country, la Regolarità, quest'ultima vincitrice della Sei Giorni Internazionale del 1966 in Svezia e dei Campionati Italiani Regolarità del 1967 e 1968). Anche il motore viene rivitalizzato incrementandone la cilindrata a 150 cm³ e conseguentemente le prestazioni, affiancato da un modello d'ingresso di cilindrata inferiore, il Corsarino 48.
Proprio il Corsarino, prodotto e venduto in diversi modelli (Z, ZZ, ZT, Scrambler e Super Scrambler) ininterrottamente dal 1963 al 1977, diventa uno dei modelli più popolari della casa bolognese. Pur essendo un ciclomotore secondo la normativa italiana, era in realtà costruito come una moto vera e propria con telaio a doppia culla e motore a 4 tempi, divenendo ben presto uno dei mezzi più ambiti dai giovani dell'epoca. Di questa moto venne anche prodotta una versione con motore maggiorato a 60 cm³ (denominata "Pirate" o "Twister"), per l'esportazione negli USA.
Alfonso Morini muore nel 1969, le redini della Moto Morini vengono prese dalla figlia Gabriella.
Nel 1970 arriva il progettista, il rinnovatore e l'anima stessa della Moto Morini negli anni a venire, Franco Lambertini, proveniente dalla Ferrari. Spesso indicato come ingegner Lambertini, in realtà sostenne solo pochi esami del corso di laurea e, nonostante le inesatte notizie di stampa al riguardo, non aveva alcun rapporto di parentela con l'omonimo tecnico del reparto corse.
Vede così la luce il nuovo propulsore pronto ad equipaggiare una lunga serie di motociclette che si faranno apprezzare in tutto il mondo per i successivi venti anni. L'architettura scelta è quella del bicilindrico a V longitudinale con un angolo tra i due cilindri di 72°, un ottimo compromesso tra la soluzione più equilibrata a V di 90° e quella a V decisamente stretto, più favorevole in termini di ingombro. La distribuzione ad aste e bilancieri ottimamente si sposa con le valvole parallele, e nei primi anni settanta, assai prima dell'affermazione definitiva delle distribuzioni a 4 valvole per cilindro, è una soluzione che permette ancora di ricavare potenze specifiche sufficienti per i motori di serie.
A conferma di ciò basti ricordare che con poco più di 100 CV/litro la 350 Morini si rivelò la moto più veloce della sua categoria, rimanendo tale per svariati anni. Questo bicilindrico vantava valide soluzioni, al tempo stesso all'avanguardia ed inusuali per l'epoca, come la cinghia per il comando della distribuzione (primo motore motociclistico al mondo ad impiegare questa soluzione) e la frizione multidisco a secco, prerogativa allora delle moto da competizione.
Viene presentato al Salone di Milano del 1971, creando grande clamore.

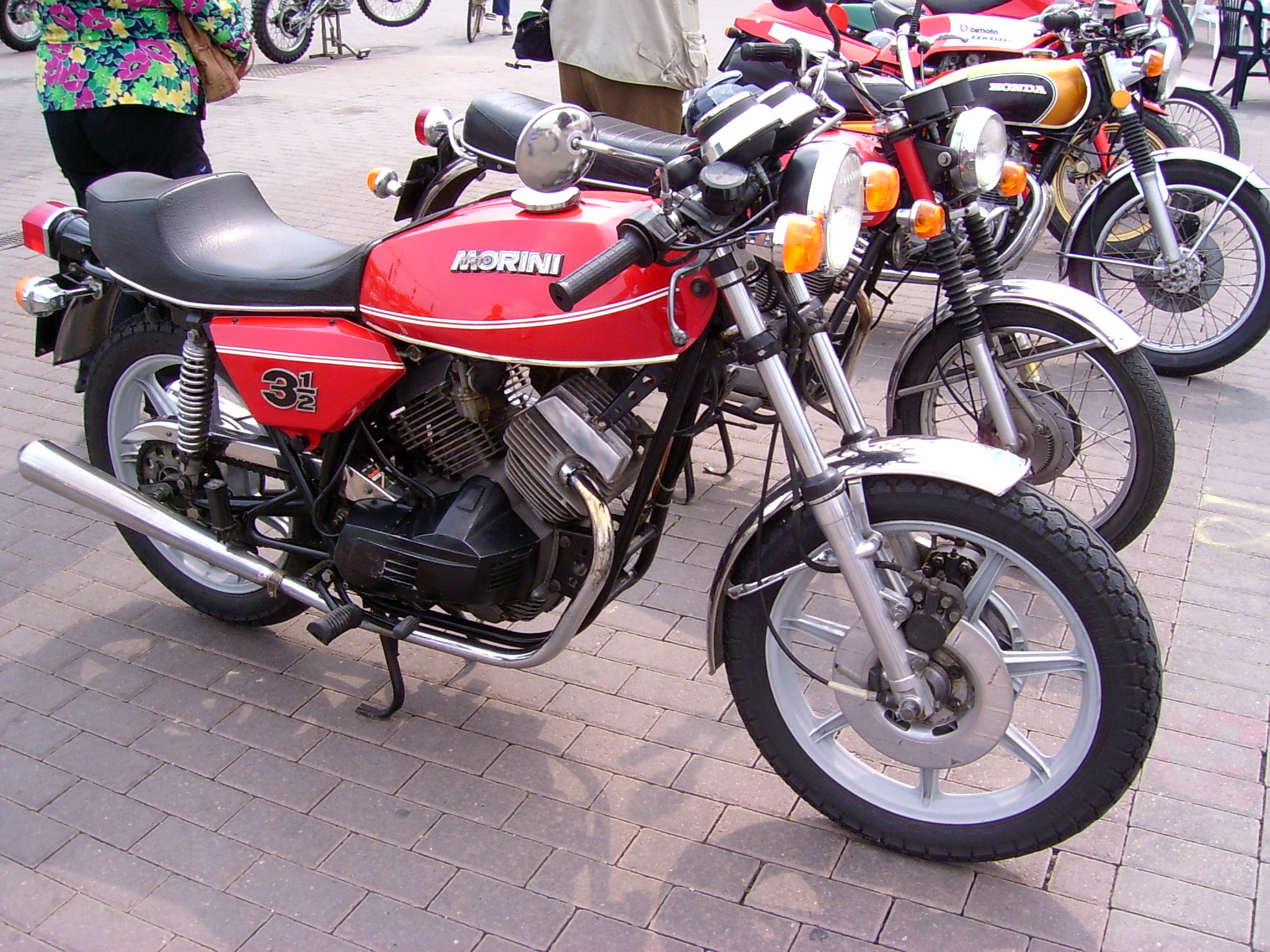
Moto Morini 3½ Sport

L'anno successivo intorno a questo motore nasce la moto di maggior successo della storia della Moto Morini: la 3 ½. A seguito del grandissimo successo riscontrato, la 3 1/2 viene affiancata nel 1974 dalla 3 1/2 Sport dalle caratteristiche più corsaiole, principalmente l'albero a camme più spinto e il rapporto di compressione che passa da 9 a 10:1.
Ma una delle maggiori innovazioni di Lambertini fu il fatto di concepire il motore 350 cm³ come modulare, da cui con investimenti minimi derivarono numerosi altri progetti tra cui la 125H e la 250T con motore monocilindrico e le bicilindriche 250J, 500 GT, 500 Sport e Sei-V.
Negli anni ottanta i vari modelli hanno subito numerosi aggiornamenti, soprattutto stilistici (si veda, per esempio, la 350 K2 del 1983), cercando di emulare le nuove tendenze del sol levante, e via via perdendo l'apprezzata e sobria linea classica italiana, ma riscuotendo in ogni caso un buon successo tra gli utenti più legati ai contenuti che ai condizionamenti dalle mode.
Ad affiancare la linea delle stradali, nel frattempo ampliata con due monocilindriche da 125 e 250 cm³ e due bicilindriche da 250 e 500 cm³, si decide di approntare una 500 da enduro, la Camel. Questa moto, capostipite di una lunga e fortunata serie (anche nella cilindrata di 350 cm³, chiamata Kanguro), dimostrò ottime doti e permise agli appassionati del Marchio di emozionarsi nuovamente al suo apparire nelle nuove e seguitissime competizioni nel deserto come la Parigi-Dakar o la Sei Giorni 1981 all'Isola d'Elba, dove riscosse un bel successo davanti alle concorrenti Honda.

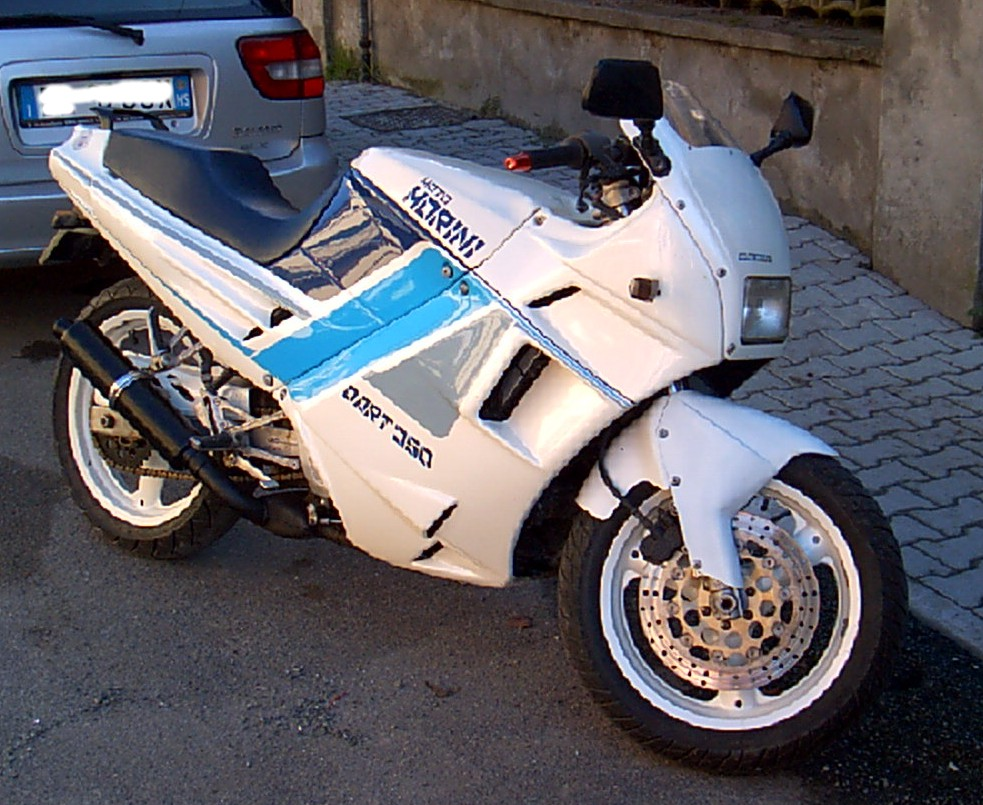
Moto Morini Dart (1988)

Riprendendo la narrazione sulla produzione Moto Morini si arriva alla seconda metà degli anni ottanta, quando, sempre grazie alla versatilità del suo propulsore, non ha problemi a seguire le nuove tendenze del mercato che vedono un calo nel settore enduro a favore dei modelli di stile U.S.A. conosciuti come Custom. Nasce così una nuova coppia di modelli, si tratta delle Excalibur nelle versioni 350 e 500 cm³ che diventano così le moto di punta della produzione Moto Morini.

### La cessione a Cagiva
Nel 1987 si realizza la cessione della Moto Morini ai fratelli Castiglioni, titolari del gruppo Cagiva, e già proprietari del marchio Ducati.
Nel 1989 vengono poi presentate le New York, sempre declinate nelle stesse due cilindrate, dalla linea meno estrema ma anche più piacevole. Sempre in questi anni da un restyling delle precedenti Camel e Kanguro XE nasce l'ultima enduro della casa bolognese, la Coguaro, che non ebbe una grande diffusione.
Queste moto montano l'ultima evoluzione del bicilindrico bolognese, con cilindri a canna integrale trattata al nichel carburo di silicio ed un efficace motorino d'avviamento posto davanti al basamento, poiché la soluzione adottata nelle precedenti versioni era critica e poco efficace.
Questa versione del propulsore equipaggia nel 1988 anche l'ultima 350 stradale, la Dart (costruita per i mercati esteri anche nella versione da 400 cm³) dalla linea piacevole ma impersonale, visto che la nuova proprietà Cagiva si è limitata a montare nella ciclistica della sua Freccia 125 il bicilindrico Moto Morini.
Il responsabile tecnico Franco Lambertini nella seconda metà degli anni ottanta aveva progettato un nuovo motore, ancora una volta dall'architettura modulare, con cilindrate previste di 350, 500 e 750 cm³, a due cilindri a V di 67° longitudinale, distribuzione monoalbero a catena con 4 valvole per cilindro e raffreddamento a liquido (l'albero motore aveva i perni di biella disposti in modo da farli lavorare come un V di 90° a perno unico per ridurre al massimo le vibrazioni).
Il prototipo di 720 cm³ erogava 86 CV a 7200 giri. La direzione Cagiva si dimostrò disinteressata a questo nuovo propulsore, affossando definitivamente ogni speranza di rilancio del marchio.
Franco Lambertini decise così nel 1989 di lasciare la Moto Morini in favore della Gilera del gruppo Piaggio.
La produzione cessa definitivamente nel 1996.

### Il ritorno sul mercato nel 2006

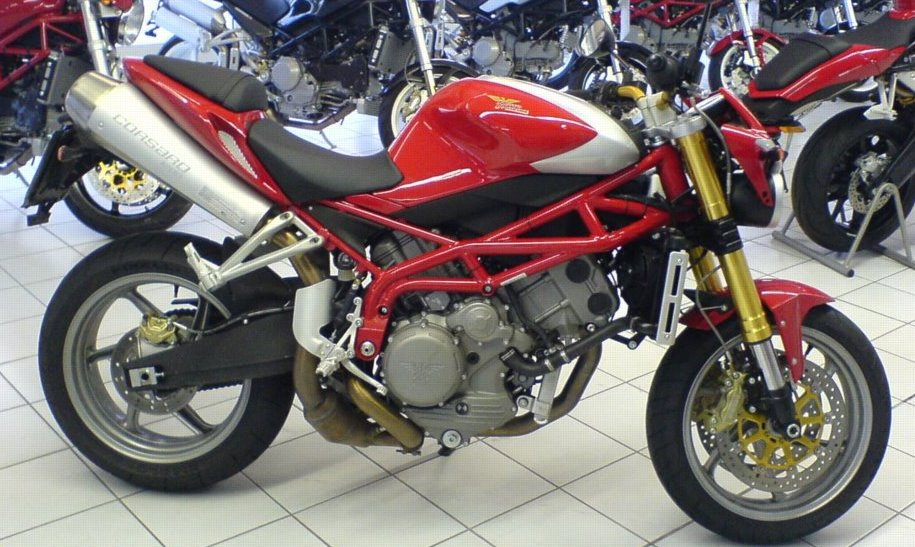
Moto Morini Corsaro 1200 (2005)

Il marchio, inutilizzato, subisce una serie di passaggi di proprietà. Inizialmente segue il destino di Ducati che - nel 1996 - era stata ceduta dai Castiglioni al gruppo statunitense TPG Texas Pacific Group. Successivamente viene acquisito - nell'aprile 1999 - dalla Moto Morini s.p.a., azienda di nuova costituzione, fondata dalla famiglia Morini, azionista della Morini Franco Motori s.p.a. che opera dal 1954 nella progettazione e costruzione di motori per motocicli, congiuntamente a Gianni, della famiglia Berti, industriali dell'elettronica di consumo con il marchio Sinudyne dal 1946. Dopo tale operazione finanziaria i marchi Moto Morini e Morini Franco Motori seguiranno le stesse sorti aziendali: praticamente la nuova gestione userà in futuro solo marchio e logo di Moto Morini nella fabbrica dove prima si producevano le motociclette marchiate Morini Franco Motori.
La ripresa della produzione richiede però tempo; la notizia della volontà di riprendere la produzione viene pubblicizzata solo nel 2003, anno in cui si finalizza l'acquisto e la preparazione del nuovo stabilimento di produzione della Moto Morini, installato in un capannone di recente costruzione a Casalecchio di Reno, in via Porrettana 377. Per quanto riguarda le moto, si decide di progettare un bicilindrico in casa. Per questo scopo, viene richiamato Franco Lambertini che disegna il motore bicilindrico a V 87°, battezzato Bialbero CorsaCorta, che equipaggerà - a piena potenza o depotenziato - tutti i modelli della casa. Il progetto del telaio ed il design vengono invece affidati a Luciano Marabese. Nel 2004 viene presentato il primo prototipo del futuro Scrambler, mentre occorre attendere il 2005 per la presentazione ufficiale della prima delle due moto naked: la Corsaro 1200. Nel 2006 viene presentata anche la 9 1/2.
In questo periodo Moto Morini partecipa anche ad alcune competizioni in pista e off-road. La Corsaro Veloce, presentata nel 2006 - come una delle due varianti della Corsaro (l'altra è la Corsaro Avio) presentata nel 2008 - pilotata da Franco Zenatello vince due stagioni (2008 e 2009) del trofeo "Roadster Cup". Una Granpasso invece viene schierata nel 2009 all'Erzberg rodeo, competizione che si svolge annualmente in Austria. Lo stesso anno una Scrambler, pilotata da Hans Leitner, vince l'Iron Road.
Successivamente la Moto Morini, guidata dal nipote del fondatore, Maurizio Morini, ha presentato altri modelli: la Granpasso e la 1200 Sport nel 2008 e, a cavallo fra 2008 - ma prodotta solo dal 2009 - la Scrambler.
All'EICMA del 2009 viene presentato anche un prototipo chiamato Granferro, moto a metà strada fra Granpasso e Corsaro, destinata però a non entrare mai in produzione, per le vicissitudini della casa madre. Nello stesso anno, infatti, l'azienda entra in una crisi finanziaria a cui segue, il 9 settembre 2009, la messa in liquidazione, presentando al Tribunale di Bologna ricorso per l'ammissione alla procedura di concordato preventivo.

### Liquidazione e fallimento
Complice la crisi, si ferma la consegna dei pezzi per la produzione e la produzione stessa dell'azienda. La società viene dichiarata fallita dal Tribunale di Bologna il 17 maggio 2010. Il curatore fallimentare ha però l'intuizione di prorogare l’esercizio provvisorio fino alla fine del mese di settembre 2010 per cercare di concretizzare le manifestazioni di interesse all’acquisto dell’azienda che sono state indirizzate al curatore e per far fronte alle richieste dei creditori, a partire dai dipendenti. Si decide di riaprire l'azienda e far ripartire la produzione su scala ridotta allo scopo di vendere le moto finite ancora presenti e completare, con i pezzi disponibili a magazzino, le moto ancora in azienda. L'operazione di assemblaggio si rivela fruttuosa soprattutto in relazione a quei modelli che - come lo "Scrambler" - presentati immediatamente prima dello stop, erano di fatto introvabili, essendo entrati in produzione con pochi esemplari; per questi vi era la possibilità di montarne altri (alla fine saranno 30), usando le parti già consegnate dai fornitori. Tali moto - per un totale di 166 - vengono poi vendute tramite procedure d'asta nel luglio del 2010. Nel frattempo, le proposte di acquisto da parte di Garelli sfumano e la situazione debitoria rende indispensabile il ricorso a nuova liquidità interna. Per questo motivo, conteggiando le ulteriori rimanenze di magazzino, si decide di assemblare e vendere - anche mediante particolari adattati o intercambiabili (si usano ad esempio i telai, verniciati in giallo, della Granferro) utilizzando parti di altri modelli, non completabili - ancora alcuni esemplari (45), fra Scrambler e Granpasso. Analoghe vendite si effettuano in più tranches per accessori e abbigliamento.

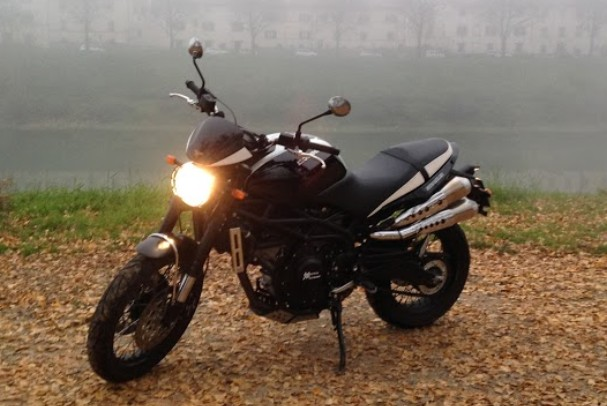
Moto Morini Scrambler. Prototipo assemblato nel 2010

Il 13 aprile 2011 l'asta per l'acquisizione della compagnia motociclistica è deserta, e viene fissata una seconda asta il 19 luglio 2011 con prezzi ribassati.
In questa seconda occasione, per 1,96 milioni di euro, l'azienda, il marchio e i suoi beni vengono acquisiti da due imprenditori milanesi, Sandro Capotosti, ex presidente di Banca Profilo, e Ruggeromassimo Jannuzzelli, ex vicepresidente e amministratore delegato del gruppo Camuzzi. I due sono a capo della nuova compagnia Eagle Bike, costituita per l'occasione; il controllo è poi trasferito nella lussemburghese Mmi.

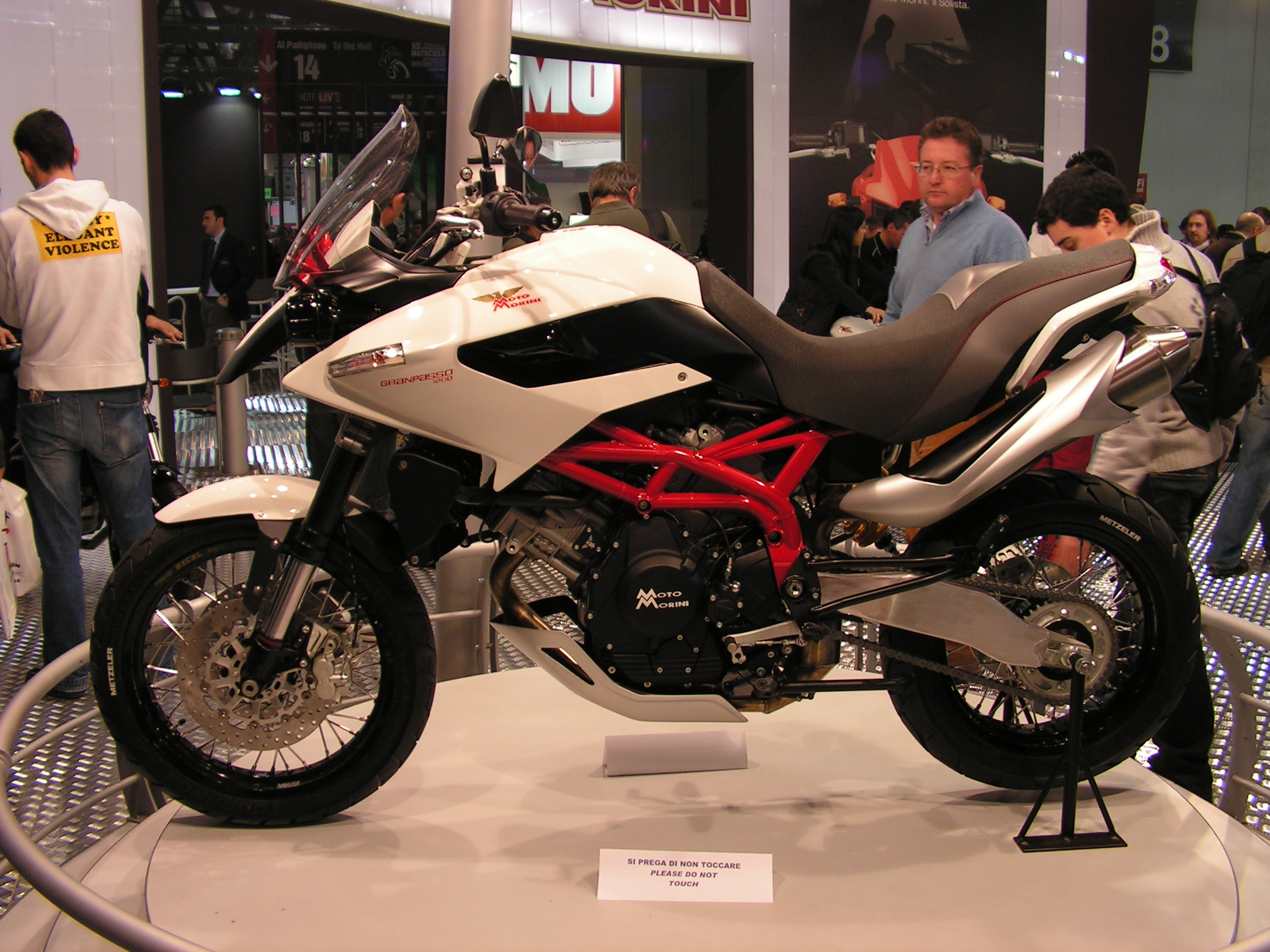
Moto Morini Granpasso

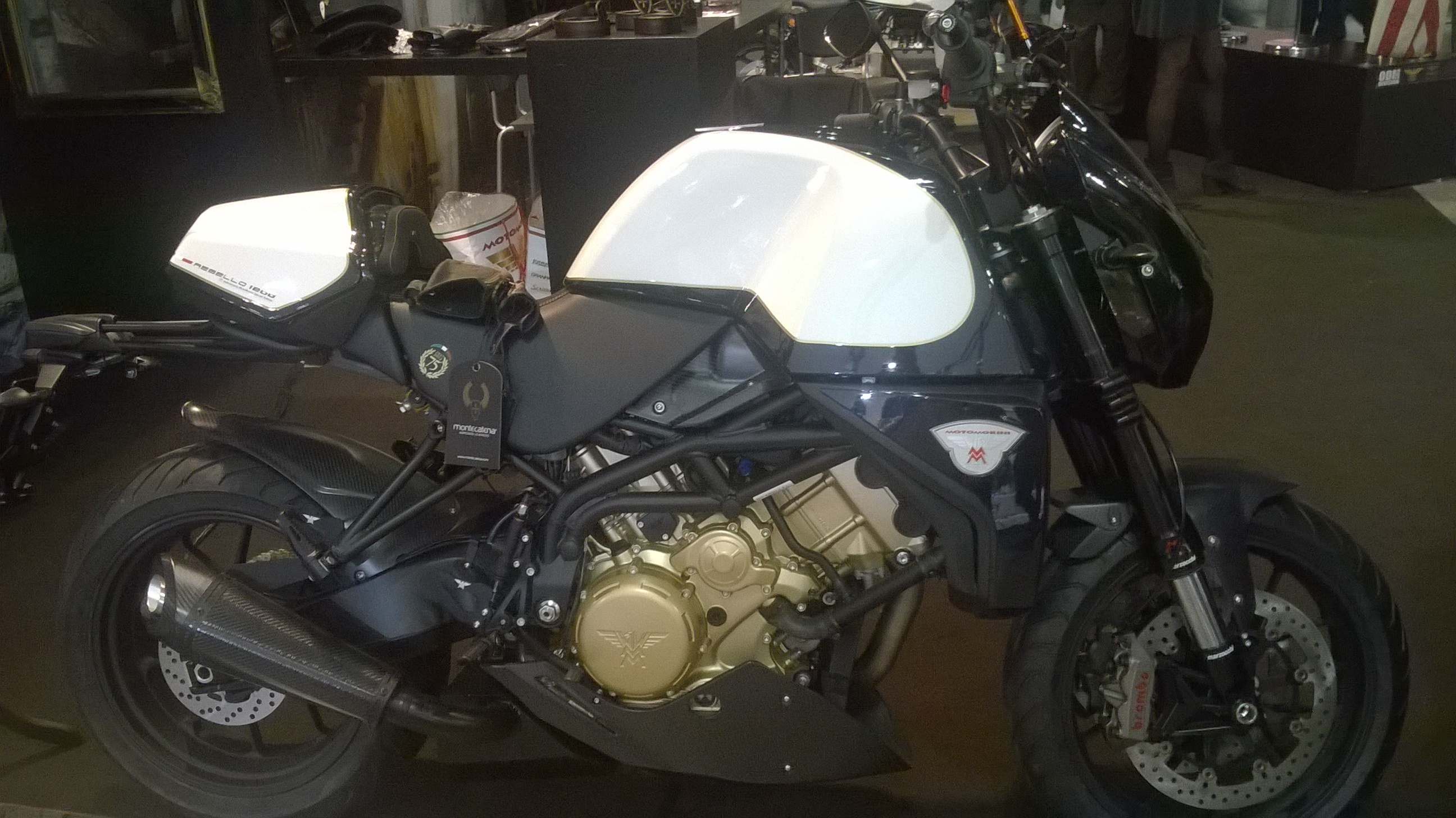
Moto Morini Rebello 1200 Giubileo (2014)

### La proprietà di Capotosti e Jannuzzelli (2011-2018)
Dopo una fase di riorganizzazione, la ripresa dei contatti, delle forniture, la ricerca di alcuni nuovi fornitori (alcuni di essi, quali la Verlicchi e la Paioli Meccanica, che fornivano - su disegno della Morini - i telai e gli ammortizzatori, erano nel frattempo falliti) nonché la riassunzione di 36 dipendenti, il 14 marzo 2012, Moto Morini annuncia il lancio, a partire dal 30 aprile, del nuovo sito, e la vendita online dei coupon per aggiudicarsi un modello completamente nuovo, prodotto in serie limitata: la Rebello 1200 Giubileo, reinterpretazione dell'omonimo motociclo del 1956, prodotto in 600 esemplari per celebrare i 75 anni del Marchio che aveva la particolarità (brevettata) del codino che scorreva automaticamente per fare posto alla sella per il passeggero. Si prevede infatti di potenziare la penetrazione della rete web - unica forma di vendita attuata oltre a quella franco fabbrica, a causa dell'assenza della rete di concessionari - e di utilizzare formule di noleggio a breve e lungo termine già adattate da altre case. Per incamerare liquidità, viene inaugurata anche una procedura - mantenuta per alcuni anni - di vendita a prezzo ridotto di moto ex demo o provenienti da tali iniziative. La Rebello alla fine è assemblata solo per la serie limitata dei 600 esemplari, mentre si stabilisce - ed è in realtà l'unica scelta possibile per un'azienda di dimensioni e numeri ridotti come la Morini - di assemblare le moto solo su richiesta dei clienti, artigianalmente con processi industriali, potendole così personalizzare; il cliente può seguirne la nascita, riprendendo in chiave moderna la moda delle cafè racer. Tale sistema - persistendo un numero basso di veicoli prodotti - è tuttora adottato dall'azienda.
Con questa filosofia, tornano in produzione, con adeguamenti tecnici ed estetici, solamente tre dei modelli della precedente proprietà: la "Corsaro Veloce", la "Scrambler" e la "Granpasso". Nel 2013 sono impiegati circa 30 dipendenti interni con una produzione attorno ai 70 esemplari prodotti artigianalmente con componentistica principalmente italiana, con una notevole percentuale di esportazione. Il programma di ripresa iniziale prevedeva il raggiungimento di una capacità produttiva non superiore alle 5000 moto all'anno e l'assunzione di un totale di 100 dipendenti nel 2016. Nel nuovo sistema di produzione, le moto vengono assemblate in maniera artigianale e completate solo dopo la richiesta del cliente o gli Show Room della fabbrica a Casalecchio di Reno o a Genova.

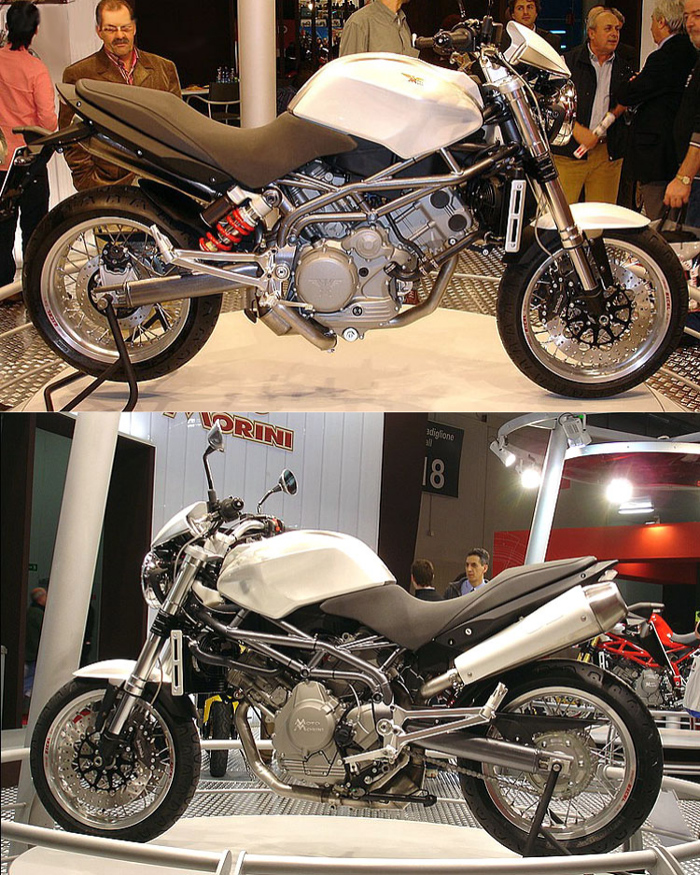
Moto Morini 9 1/2

Nel 2013 la Morini lancia effettivamente la formula del noleggio delle proprie moto per periodi brevi, aggiungendovi la possibilità del buy-back dopo un periodo più lungo d'uso (long rent) del mezzo noleggiato, per cui, pagando un canone mensile, il cliente può scegliere se restituire la moto senza pagare altro o tenerla con un riscatto finale. Moto demo, noleggiate o provenienti dal noleggio continuano ad essere vendute a prezzi ribassati con cadenze piuttosto regolari, per poter smaltire il magazzino. A fine anno, la Moto Morini sigla un accordo con l'indiana Vardenchi per la fornitura a quest'ultima di motori e la distribuzione, in India, di motoveicoli su base mista a marchio Morini, ma dopo l'esposizione al Motor Show di Mombay la distribuzione non è mai iniziata.
Nel 2014 - al termine del periodo d'uso prestabilito al momento dell'asta - gli stabilimenti di via Porrettana a Casalecchio di Reno vengono reclamati dalla curatela fallimentare, tornando a disposizione del fallimento; originariamente quelli della Morini Franco Motori e pertanto sovradimensionati per il tipo di produzione della Moto Morini, nell'estate del 2014 vengono abbandonati, trasferendo i beni rilevanti e l'attività a Trivolzio, in provincia di Pavia, dove proseguono progettazione e produzione. Intanto è stato presentato un modello nuovo, la 11 1/2, nato sulle basi della precedente 9 1/2. Contestualmente al trasferimento a Pavia, vengono siglati accordi con concessionari e officine per la vendita e l'assistenza dei motoveicoli, che possono così essere esposti presso punti vendita fisici diversi dalla fabbrica.
Nel novembre 2014 è inaugurato un temporary shop con una sala espositiva a Milano, in zona Brera, e li sono presentati in concomitanza con l'edizione di Eicma 2014 i nuovi aggiornamenti della gamma, che includono nuove componentistiche in carbonio e migliorie estetiche e funzionali.

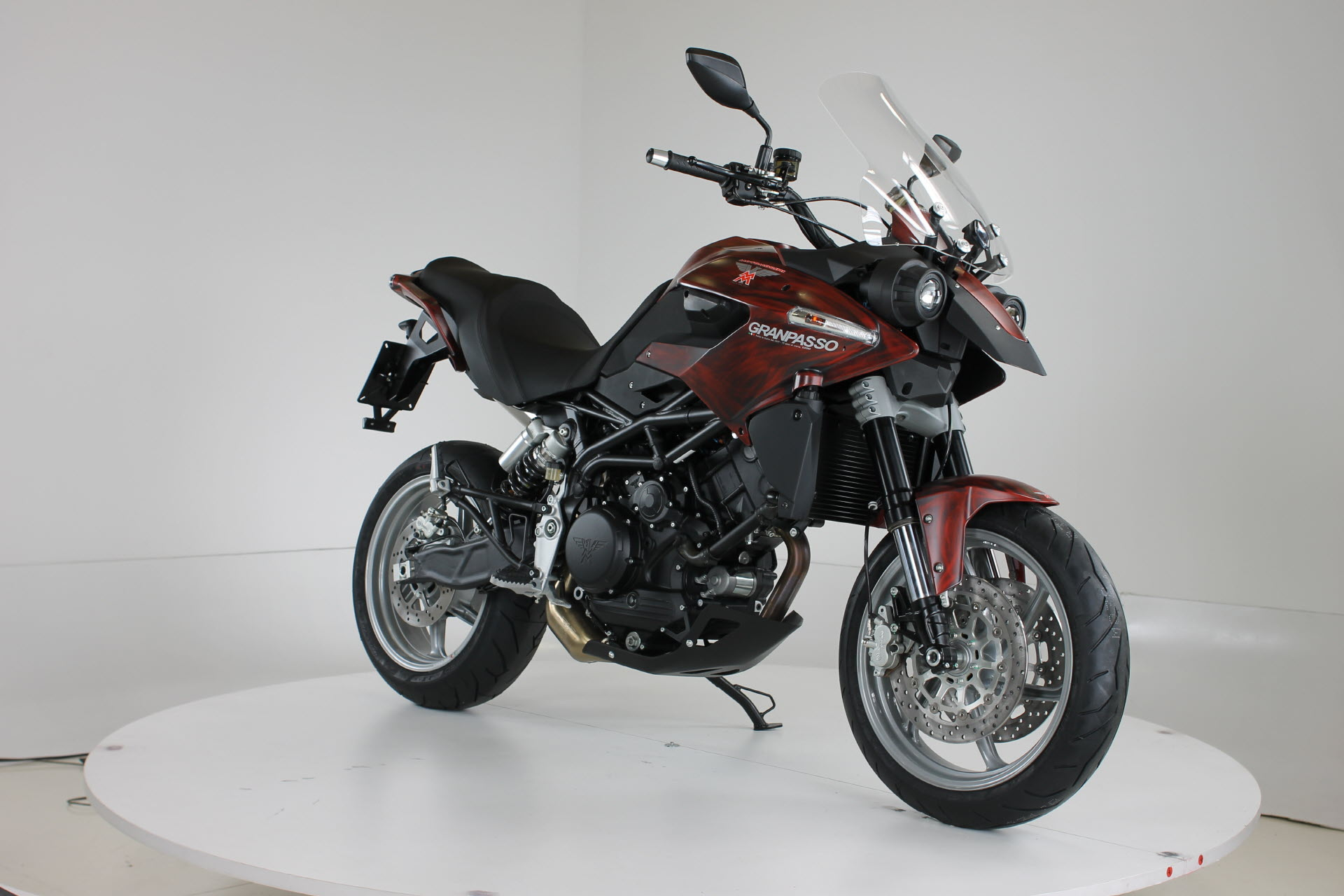
Moto Morini GranPasso R (2016)

Nel corso del 2015 cambia la compagine azionaria (dopo una serie di divergenze tra i due proprietari, la famiglia Jannuzzelli acquisisce il controllo) ed è reimpostato in parte il management dell'azienda, mantenendo le figure storiche tecniche e manifatturiere. Cambia inoltre completamente sia la politica commerciale, eliminando le vendite via web e iniziando contratti con concessionarie e distributori, sia la strategia di produzione che punta sempre di più sulla qualità e sulla personalizzazione per il cliente finale; nasce un restyling della Granpasso, denominata Granpasso R, destinata prevalentemente al nuovo mercato giapponese e con un'altezza da terra ridotta.
Nel 2016 la struttura commerciale viene incrementata per gestire al meglio la creazione di una nuova rete di concessionarie e distributori, anche in funzione del lancio della Corsaro ZZ, che avviene all'edizione di Eicma 2016 con il ritorno di Moto Morini dopo 7 anni di assenza. Il ritorno in fiera ed una campagna mediatica portano l'azienda su molti giornali di settore. Viene anche riaperta la pagina Facebook dell'azienda e rinnovato il sito web.
Nel 2017 la 11 1/2 esce di produzione, rimangono in gamma la Scrambler, la Granpasso e la Granpasso R e l'azienda punta sulla Corsaro 1200 ZZ, presentata all'edizione di EICMA 2016. È il primo modello Euro 4 di Moto Morini, dotato di ABS di serie, cambio elettronico, tutta full led, con serbatoio in alluminio e carrozzerie in carbonio con una componentistica che è al 99% made in Italy. Tutte le moto sono interamente assemblate a mano dal motore alla motocicletta finale. Viene anche lanciata la divisione One Off, un dipartimento interno all'azienda che su richiesta del cliente può personalizzare la moto fino al limite di farla uscire dalle norme omologative, a questo punto l'azienda riporta il mezzo in omologazione per consegnarlo al cliente in regola per la circolazione. Per gli ottant'anni dell'azienda, inoltre, si crea una variante in edizione limitata a 8 esemplari, la Corsaro 80, impreziosita da abbondante fibra di carbonio mentre serbatoio e unghia monoposto sono in alluminio battuto a mano ed ogni esemplare per i collezionisti ha una targhetta con il numero ed il nome del proprietario.
Nel corso del 2017 Moto Morini rientra nel settore delle biciclette dove era presente negli anni '60 con una e-Bike a pedalata assistita interamente in alluminio (peso 13,5 kg) senza rinunciare alla qualità dell'assemblaggio a mano italiano, il motore Zehus con batteria agli ioni di litio, il meccanismo per la frenata rigenerativa e l'elettronica di gestione tutte nascoste nel mozzo posteriore progetto del Politecnico di Milano. Viene prodotta la Limited E-Bike in serie di 30 esemplari numerati come test di mercato.

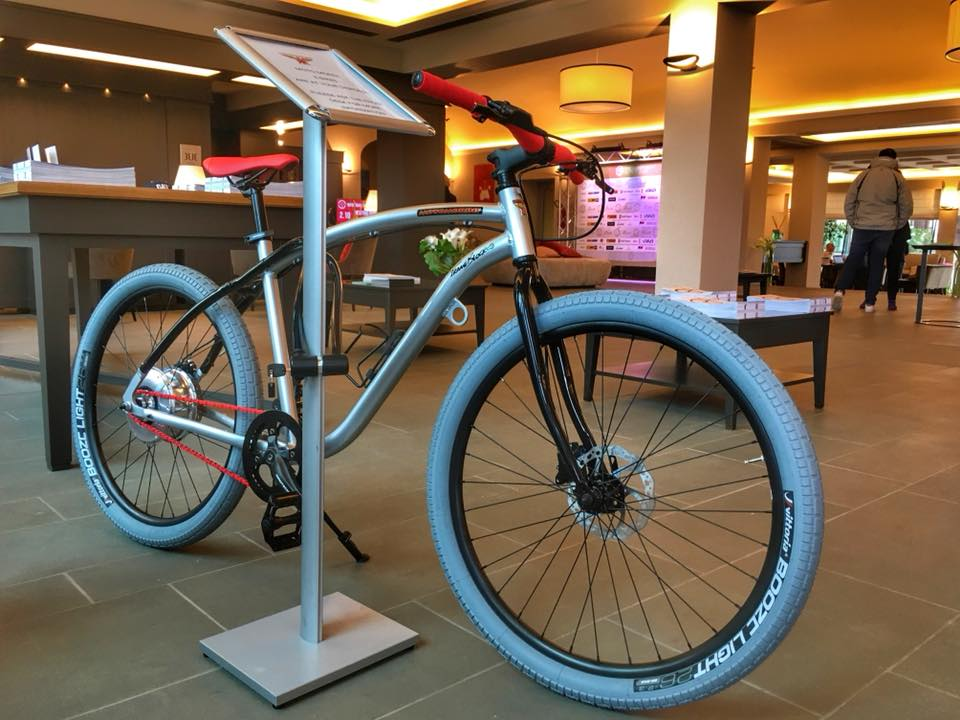
Moto Morini E-bike Urban

All'edizione di EICMA 2017 l'azienda si presenta con la Corsaro ZZ in edizione 2018 e con 2 nuovi modelli, la Milano e la nuova Scrambler con una nuova estetica - più spigolosa - la medesima motorizzazione di 1187 cm³ ma dichiarando 110 CV e un'erogazione addolcita. La Milano richiama in qualche modo la mitica 3 ½ nei colori e nell'immagine di moto semplice e facile da usare anche se le linee sono votate al presente, la Nuova Scrambler - che però, a causa delle successive variazioni nella compagine aziendale, non entrerà mai in produzione di serie - è la versione off road della Milano. Oltre ai 2 nuovi modelli viene presentata dalla divisione On Off la Corsaro Ti22, una moto che richiama le corse vintage sia per il frontale con il faro tondo e cupolino avvolgente, sia per i mezzi manubri sia per gli scarichi bassi e avvolgenti il motore. Da questo modello unico nato per la pista, viene derivata la Corsaro ZT presente sul mercato dalla primavera 2018. Viene presentata anche una gamma di 4 modelli delle e-Bike (Urban, Sport, City, Gravel) derivate dalla Limited Edition con in aggiunta il meccanismo Frame Block che consiste nell'avere una parte del telaio formato da cavi di acciaio rivestiti in gomma, per cui flessibile, con lucchetto integrato antimanomissione con la finalità di avere una catena antifurto integrata nella bicicletta, oltre al blocco motore da app. Ai primi di dicembre alla Milano viene dedicata la copertina della rivista Motociclismo risultando una delle moto più cliccate durante la manifestazione fieristica e conquista tutti i media italiani e mondiali sia di settore che fuori settore. Al Motor Bike Expo di Verona, nel gennaio 2018, l'azienda riprende una propria abitudine: quella di presentare moto one-off (esemplari unici) sia a scopo pubblicitario che per illustrare il tipo di produzione. In questo caso, l'esemplare è uno Scrambler con colorazione "Gulf", in omaggio a Steve McQueen ed in ricordo delle Ford GT40 e Porsche 917 che hanno corso a Le Mans.

### La cessione alla Zhongneng Vehicle Group (2019-oggi)
Nel 2018 l'azienda conta su un organico di 13 dipendenti diretti oltre a 6 consulenti esterni con una produzione media di 7 motoveicoli alla settimana. Nel luglio 2018 viene proposta sul mercato per amatori, collezionisti e appassionati una serie limitata della Milano in 30 pezzi riconoscibili da una placca numerata ricavata dal pieno posizionata al centro del manubrio con parecchie parti prototipali e prodotte da artigiani a mano, consegnate ad ottobre 2018 in prossimità del salone Eicma dove l'azienda è presente per il 3º anno consecutivo.
Il 3 ottobre 2018 la famiglia Jannuzzelli cede per circa 10 milioni di euro la società con lo storico marchio a un gruppo cinese nei dintorni di Shanghai specializzato in scooter e moto leggere, Zhongneng Vehicle Group.
La nuova proprietà decide di puntare, inizialmente, su una linea di continuità, aggiornarndo tecnicamente i modelli già in listino: la Corsaro 1200 nelle versioni ZT e ZZ, la Milano, la Granpasso 1200 (anche in versione R), e la Scrambler nella sua veste classica. Su queste basi, al cliente vengono permesse diverse personalizzazioni (one-off).
Al salone di Milano del 2019 vengono presentati i primi modelli dell'era cinese; se la produzione delle moto "corsacorta" continua, sulla medesima meccanica e ciclistica sono presentate moto quali la Super Scrambler, una bicilindrica di 1200 cc dotata di 116 cv. Sarà l'ultima novità con tale impostazione. La casa, infatti, decide di puntare su una diversa fascia di mercato (con diversi prezzi); per far questo si sviluppa un nuovo telaio e un nuovo motore bicilindrico di 649 cc. Primi prodotti, svelati a Milano, sono: la Seiemmezzo (una entry level di 650 cc, bicilindrica con 60 cv), e la X-Cape (adventure entry level, dotata dello stesso motore della Seiemmezzo, con 60 cv). Si tratta di esemplari ancora allo stadio di prototipo. 
È solo al salone di Milano del 2021 che verrà presentata la Seiemmezzo in versione definitiva e disponibile in due versioni: la STR (versione stradale) e la SCR (versione scrambler, da fuoristrada). Entrambe le versioni sono equipaggiate dal motore bicilindrico di 649 cc da 60 CV (44 kW) che spingono la Seiemezzo ad una velocità massima dichiarata di 175 km/h.

#### La fine dei modelli con motore 1200

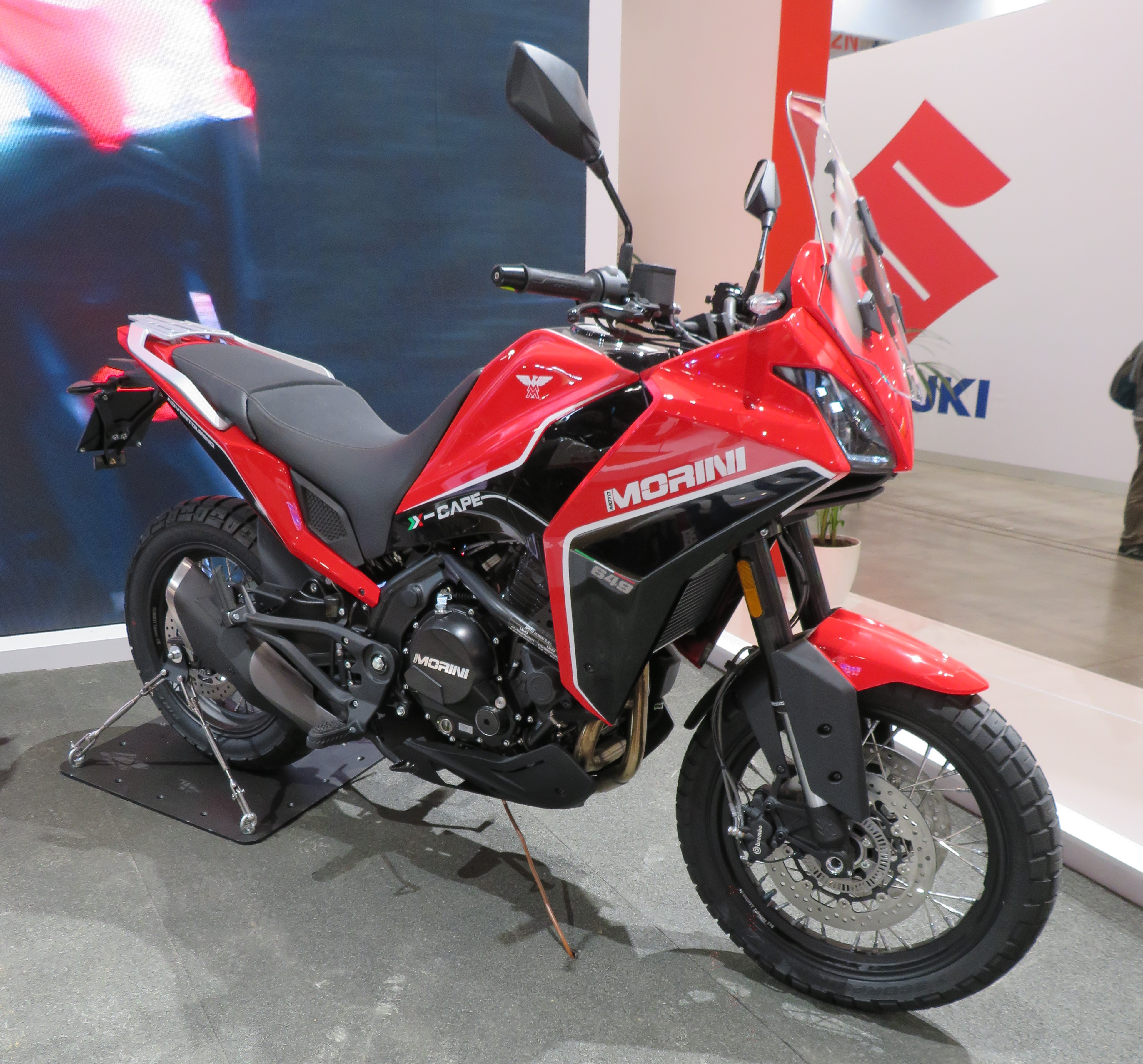
Moto Morini X-Cape (2021)

Continua perciò una coesistenza fra i modelli 1200 corsacorta e di nuovi 650; coesistenza che termina definitivamente alla fine del 2021, allorché la produzione dei motori Lambertini e dei telai viene terminata, con l'uscita dal listino ufficiale - al netto dell'assemblaggio di qualche rimanenza e degli esemplari già terminati - di tutti i modelli che ancora lo montavano (Scrambler, Corsaro, Granpasso). 
A catalogo restano la Seiemmezzo e la X-Cape, nel frattempo resa disponibile, a significare la nuova strategia di mercato dell'azienda.
Al salone di Milano 2024, oltre la Calibro e la Calibro Bagger presentate l'anno precedente, Morini presenta diversi modelli tra cui la X-Cape 700 che sostituisce la 650, la X-Cape 1200, la 3 1/2 Sport in onore dei 50 anni della prima serie, la nuova Milano, la AllThrike, la piccola Rumble e le versioni GT, Sport e naked della nuova Corsaro con motore da 750 cm³.

## La Gamma (2025)

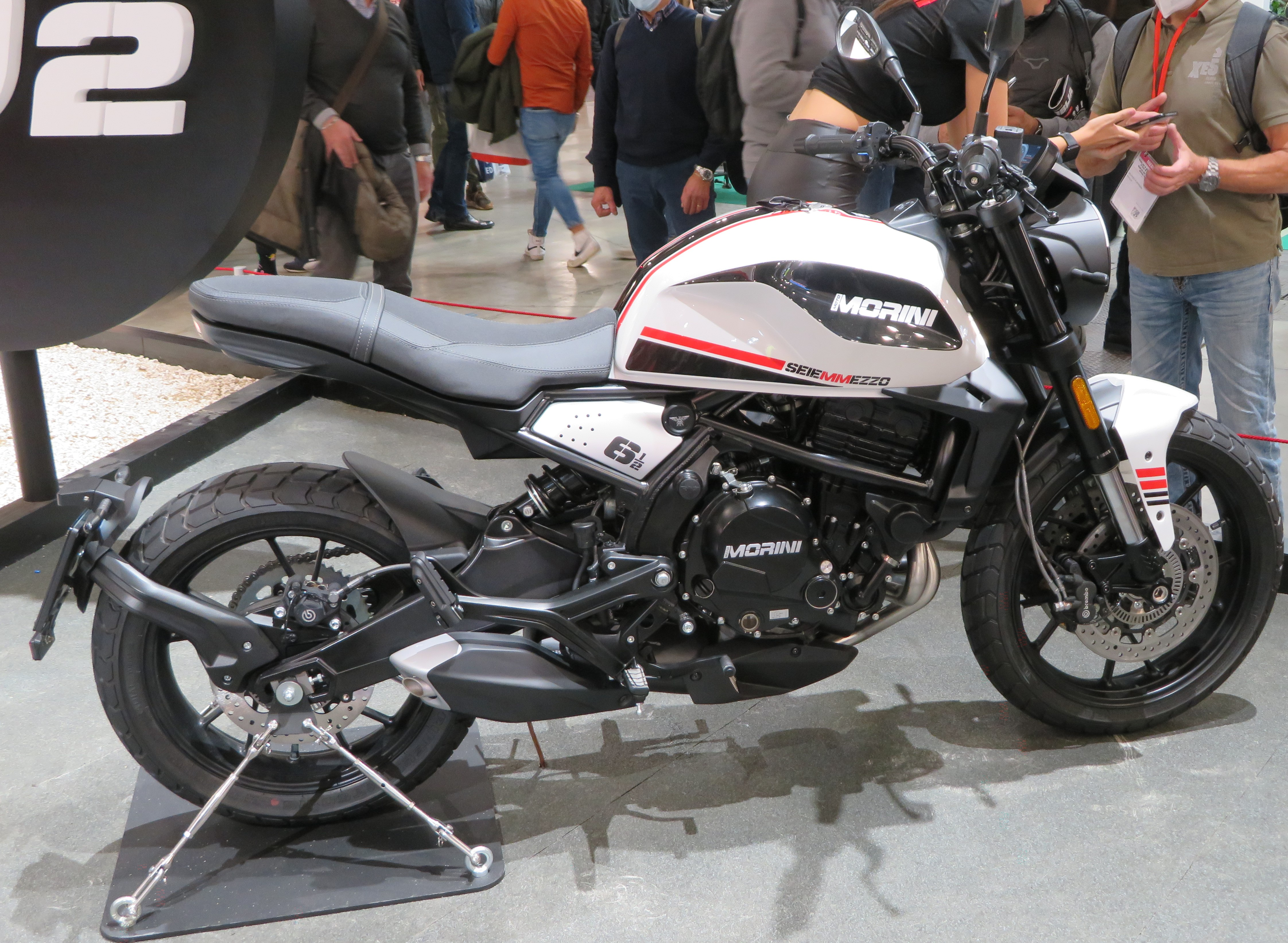
Moto Morini Seiemmezzo (2022)

- X-Cape 1200: 1187 cm³, motore a 4 tempi, bicilindrico a V di 87°, raffreddato a liquido
- X-Cape 700: 693 cm³, motore a 4 tempi, bicilindrico in linea, raffreddato a liquido
- Corsaro: 749 cm³, motore a 4 tempi, bicilindrico a V di 90°, raffreddato a liquido
- Corsaro Sport: 749 cm³, motore a 4 tempi, bicilindrico a V di 90°, raffreddato a liquido
- Corsaro GT: 749 cm³, motore a 4 tempi, bicilindrico a V di 90°, raffreddato a liquido
- Seiemmezzo (disponibile in versione stradale STR e scrambler SCR): 649 cm³, motore a 4 tempi, bicilindrico in linea, raffreddato a liquido
- 3 1/2 Sport: 350 cm³, motore a 4 tempi, bicilindrico a V di 60°, raffreddato a liquido
- AllThrike: 450 cm³, motore a 4 tempi, bicilindrico in linea, raffreddato a liquido
- Rumble: 350 cm³, motore a 4 tempi, bicilindrico a V di 60°, raffreddato a liquido
- Calibro: 693 cm³, motore a 4 tempi, bicilindrico in linea, raffreddato a liquido
- Calibro Bagger: 693 cm³, motore a 4 tempi, bicilindrico in linea, raffreddato a liquido

## Le produzioni precedenti

### 1946 - 1992
.
| Nome modello              | Cilindrata | Prodotto dal | sino al | Note | Immagine |
| ------------------------- | ---------- | ------------ | ------- | --- | -------- |
| 125 Turismo               | 123,17 cm³ | 1946         | 1953    | motore a 2 tempi monocilindrico raffreddamento ad aria                                                                              |          |
| 125 Sport                 | 123,17 cm³ | 1946         | 1953    | motore a 2 tempi monocilindrico raffreddamento ad aria                                                                              |          |
| 175 Turismo               |            | 1952         | 1957    | |          |
| 175 Settebello            |            | 1953         | 1957    | |          |
| 175 GT                    |            | 1954         | 1957    | |          |
| 175 Briscola              | 172.4 cm³  | 1956         | 1957    | motore a 4 tempi monocilindrico raffreddamento ad aria                                                                              |          |
| Sbarazzino 98             |            | 1956         |         | |          |
| 175 Super Sport           |            | 1956         |         | |          |
| 175 Tresette              |            | 1958         |         | |          |
| Corsaro 125               | 123,08 cm³ | 1959         |         | motore a 4 tempi monocilindrico leggermente inclinato in avanti ad aste e bilancieri, 2 valvole per cilindro raffreddamento ad aria |          |
| 175 Tresette Sprint       |            | 1961         |         | |          |
| Corsarino Z Sport         | 48,82 cm³  | 1963         | 1969    | motore a 4 tempi monocilindrico raffreddamento ad aria                                                                              |          |
| Corsarino V               | 48,82 cm³  | 1963         | 1966    | motore a 4 tempi monocilindrico raffreddamento ad aria                                                                              |          |
| Corsaro Veloce 125        | 123,08 cm³ | 1963         |         | motore a 4 tempi monocilindrico leggermente inclinato in avanti ad aste e bilancieri, 2 valvole per cilindro raffreddamento ad aria |          |
| Corsaro Turismo 150       | 142,6 cm³  | 1964         |         | motore a 4 tempi monocilindrico leggermente inclinato in avanti ad aste e bilancieri, 2 valvole per cilindro raffreddamento ad aria |          |
| Corsarino ZT              | 48,82 cm³  | 1964         | 1969    | motore a 4 tempi monocilindrico raffreddamento ad aria                                                                              |          |
| Corsarino ZZ Sport        | 48,82 cm³  | 1964         | 1975    | motore a 4 tempi monocilindrico raffreddamento ad aria                                                                              |          |
| Sbarazzino 100            |            | 1965         |         | |          |
| Corsaro Regolarità 125    |            | 1966         |         | |          |
| Corsaro Granturismo 150   | 142,6 cm³  | 1966         |         | motore a 4 tempi monocilindrico leggermente inclinato in avanti ad aste e bilancieri, 2 valvole per cilindro raffreddamento ad aria |          |
| Corsaro Regolarità 150    |            | 1966         |         | |          |
| Corsarino Scrambler       | 48,82 cm³  | 1967         | 1975    | motore a 4 tempi monocilindrico raffreddamento ad aria                                                                              |          |
| Corsaro Regolarità 100    |            | 1968         |         | |          |
| Corsaro Sport Lusso 125   | 123,08 cm³ | 1969         |         | motore a 4 tempi monocilindrico leggermente inclinato in avanti ad aste e bilancieri, 2 valvole per cilindro raffreddamento ad aria |          |
| Corsarino ZZ              | 48,82 cm³  | 1969         | 1976    | motore a 4 tempi monocilindrico raffreddamento ad aria                                                                              |          |
| Corsaro SS 150            | 142,6 cm³  | 1969         |         | motore a 4 tempi monocilindrico leggermente inclinato in avanti ad aste e bilancieri, 2 valvole per cilindro raffreddamento ad aria |          |
| Corsaro SS 125            | 123,08 cm³ | 1970         | 1975    | motore a 4 tempi monocilindrico leggermente inclinato in avanti ad aste e bilancieri, 2 valvole per cilindro raffreddamento ad aria |          |
| Corsaro Country 125       | 123,08 cm³ | 1970         |         | motore a 4 tempi monocilindrico leggermente inclinato in avanti ad aste e bilancieri, 2 valvole per cilindro raffreddamento ad aria |          |
| Corsarino Super Scrambler | 48,82 cm³  | 1970         | 1975    | motore a 4 tempi monocilindrico raffreddamento ad aria                                                                              |          |
| Dollaro                   | 49 cm³     | 1971         | 1973    | motore a 2 tempi monocilindrico raffreddamento ad aria                                                                              |          |
| Corsaro Regolarità 165    | 163 cm³    | 1971         | 1972    | motore a 4 tempi monocilindrico leggermente inclinato in avanti ad aste e bilancieri, 2 valvole per cilindro raffreddamento ad aria |          |
| Corsaro Turismo 150       | 142,6 cm³  | 1972         |         | motore a 4 tempi monocilindrico leggermente inclinato in avanti ad aste e bilancieri, 2 valvole per cilindro raffreddamento ad aria |          |
| Corsaro Special 125       | 123,08 cm³ | 1972         |         | motore a 4 tempi monocilindrico leggermente inclinato in avanti ad aste e bilancieri, 2 valvole per cilindro raffreddamento ad aria |          |
| Corsaro Special 150       | 142,6 cm³  | 1972         |         | motore a 4 tempi monocilindrico leggermente inclinato in avanti ad aste e bilancieri, 2 valvole per cilindro raffreddamento ad aria |          |
| 3½ Turismo                | 344,16 cm³ | 1973         |         | motore a 4 tempi bicilindrico a V di 72° ad aste e bilancieri, 2 valvole per cilindro raffreddamento ad aria                        |          |
| 3½ Sport                  | 344,16 cm³ | 1974         |         | motore a 4 tempi bicilindrico a V di 72° ad aste e bilancieri, 2 valvole per cilindro raffreddamento ad aria                        |          |
| 125 H                     | 122,96 cm³ | 1975         | 1985    | motore a quattro tempi Monocilindrico ad aste e bilancieri, 2 valvole per cilindro raffreddamento ad aria                           |          |
| 500 W                     | 478,00 cm³ | 1977         |         | motore a 4 tempi bicilindrico a V di 72° ad aste e bilancieri, 2 valvole per cilindro raffreddamento ad aria                        |          |
| 250 T                     |            | 1979         |         | |          |
| 250 2C                    |            | 1980         | 1984    | |          |
| 3½ GT                     | 344,16 cm³ | 1980         |         | motore a 4 tempi bicilindrico a V di 72° ad aste e bilancieri, 2 valvole per cilindro raffreddamento ad aria                        |          |
| 500 Sport                 | 478,00 cm³ | 1980         |         | motore a 4 tempi bicilindrico a V di 72° ad aste e bilancieri, 2 valvole per cilindro raffreddamento ad aria                        |          |
| 500 6V AS                 | 478,00 cm³ | 1981         |         | motore a 4 tempi bicilindrico a V di 72° ad aste e bilancieri, 2 valvole per cilindro raffreddamento ad aria                        |          |
| 500 6V AT                 | 478,00 cm³ | 1981         |         | motore a 4 tempi bicilindrico a V di 72° ad aste e bilancieri, 2 valvole per cilindro raffreddamento ad aria                        |          |
| Camel 500                 | 478,00 cm³ | 1981         | 1984    | motore a 4 tempi bicilindrico a V di 72° ad aste e bilancieri, 2 valvole per cilindro raffreddamento ad aria                        |          |
| 500 6V                    | 478,00 cm³ | 1982         |         | motore a 4 tempi bicilindrico a V di 72° ad aste e bilancieri, 2 valvole per cilindro raffreddamento ad aria                        |          |
| 125 T                     |            | 1984         |         | |          |
| 350 K2                    | 344,16 cm³ | 1984         |         | motore a 4 tempi bicilindrico a V di 72° ad aste e bilancieri, 2 valvole per cilindro raffreddamento ad aria                        |          |
| Camel 501 XE              | 507,00 cm³ | 1985         | 1988    | motore a 4 tempi bicilindrico a V di 72° ad aste e bilancieri, 2 valvole per cilindro raffreddamento ad aria                        |          |
| Kanguro 350               | 344,16 cm³ | 1982         |         | motore a 4 tempi bicilindrico a V di 72° ad aste e bilancieri, 2 valvole per cilindro raffreddamento ad aria                        |          |
| Kanguro 350 XE            | 344,16 cm³ | 1985         | 1990    | motore a 4 tempi bicilindrico a V di 72° ad aste e bilancieri, 2 valvole per cilindro raffreddamento ad aria                        |          |
| 125 KJ                    |            | 1985         |         | |          |
| Excalibur 350             | 344,16 cm³ | 1986         | 1992    | motore a 4 tempi bicilindrico a V di 72° ad aste e bilancieri, 2 valvole per cilindro raffreddamento ad aria                        |          |
| Excalibur 500             | 478,00 cm³ | 1986         |         | motore a 4 tempi bicilindrico a V di 72° ad aste e bilancieri, 2 valvole per cilindro raffreddamento ad aria                        |          |
| Excalibur 501             | 507,00 cm³ | 1986         | 1992    | motore a 4 tempi bicilindrico a V di 72° ad aste e bilancieri, 2 valvole per cilindro raffreddamento ad aria                        |          |
| Dart 350                  | 344,16 cm³ | 1988         | 1990    | motore a 4 tempi bicilindrico a V di 72° ad aste e bilancieri, 2 valvole per cilindro raffreddamento ad aria                        |          |
| Dart 400                  | 390 cm³    | 1988         | 1990    | motore a 4 tempi bicilindrico a V di 72° ad aste e bilancieri, 2 valvole per cilindro raffreddamento ad aria                        |          |
| Coguaro 501               | 507,00 cm³ | 1988         | 1990    | motore a 4 tempi bicilindrico a V di 72° ad aste e bilancieri, 2 valvole per cilindro raffreddamento ad aria                        |          |
| Coguaro 350               | 344,16 cm³ | 1988         | 1990    | motore a 4 tempi bicilindrico a V di 72° ad aste e bilancieri, 2 valvole per cilindro raffreddamento ad aria                        |          |
| New York 350              | 344,16 cm³ | 1988         | 1990    | motore a 4 tempi bicilindrico a V di 72° ad aste e bilancieri, 2 valvole per cilindro raffreddamento ad aria                        |          |
| New York 501              | 507,00 cm³ | 1988         | 1990    | motore a 4 tempi bicilindrico a V di 72° ad aste e bilancieri, 2 valvole per cilindro raffreddamento ad aria                        |          |

### 2006 - 2021
| Nome modello                                      | Cilindrata | Prodotto dal | sino al | Note                                                                                                | Immagine |
| ------------------------------------------------- | ---------- | ------------ | ------- | --------------------------------------------------------------------------------------------------- | -------- |
| Corsaro 1200                                      | 1187 cm³   | 2006         | 2009    | motore a 4 tempi bicilindrico a V di 87° "Bialbero CorsaCorta" a 8 valvole raffreddamento a liquido |          |
| 9½                                                | 1187 cm³   | 2006         | 2009    | motore a 4 tempi bicilindrico a V di 87° "Bialbero CorsaCorta" a 8 valvole raffreddamento a liquido |          |
| Corsaro 1200 Avio                                 | 1187 cm³   | 2008         | 2010    | motore a 4 tempi bicilindrico a V di 87° "Bialbero CorsaCorta" a 8 valvole raffreddamento a liquido |          |
| 1200 Sport                                        | 1187 cm³   | 2009         | 2009    | motore a 4 tempi bicilindrico a V di 87° "Bialbero CorsaCorta" a 8 valvole raffreddamento a liquido |          |
| Scrambler                                         | 1187 cm³   | 2009         | 2009    | motore a 4 tempi bicilindrico a V di 87° "Bialbero CorsaCorta" a 8 valvole raffreddamento a liquido |          |
| Rebello 1200 Giubileo (prodotta in 600 esemplari) | 1187 cm³   | 2012         | 2012    | motore a 4 tempi bicilindrico a V di 87° "Bialbero CorsaCorta" a 8 valvole raffreddamento a liquido |          |
| Corsaro Veloce                                    | 1187 cm³   | 2012         | 2014    | motore a 4 tempi bicilindrico a V di 87° "Bialbero CorsaCorta" a 8 valvole raffreddamento a liquido |          |
| Granpasso/Granpasso R                             | 1187 cm³   | 2008         | 2019    | motore a 4 tempi bicilindrico a V di 87° "Bialbero CorsaCorta" a 8 valvole raffreddamento a liquido |          |
| Scrambler                                         | 1187 cm³   | 2012         | 2019    | motore a 4 tempi bicilindrico a V di 87° "Bialbero CorsaCorta" a 8 valvole raffreddamento a liquido |          |
| 11 1/2                                            | 1187 cm³   | 2014         | 2017    | motore a 4 tempi bicilindrico a V di 87° "Bialbero CorsaCorta" a 8 valvole raffreddamento a liquido |          |
| Corsaro 1200 ZZ                                   | 1187 cm³   | 2017         | 2021    | motore a 4 tempi bicilindrico a V di 87° "Bialbero CorsaCorta" a 8 valvole raffreddamento a liquido |          |
| Corsaro 1200 ZT                                   | 1187 cm³   | 2018         | 2021    | motore a 4 tempi bicilindrico a V di 87° "Bialbero CorsaCorta" a 8 valvole raffreddamento a liquido |          |
| Milano                                            | 1187 cm³   | 2018         | 2021    | motore a 4 tempi bicilindrico a V di 87° "Bialbero CorsaCorta" a 8 valvole raffreddamento a liquido |          |
| Super Scrambler 1200                              | 1187 cm³   | 2019         | 2021    | motore a 4 tempi bicilindrico a V di 87° "Bialbero CorsaCorta" a 8 valvole raffreddamento a liquido |          |

### I Modelli da competizione

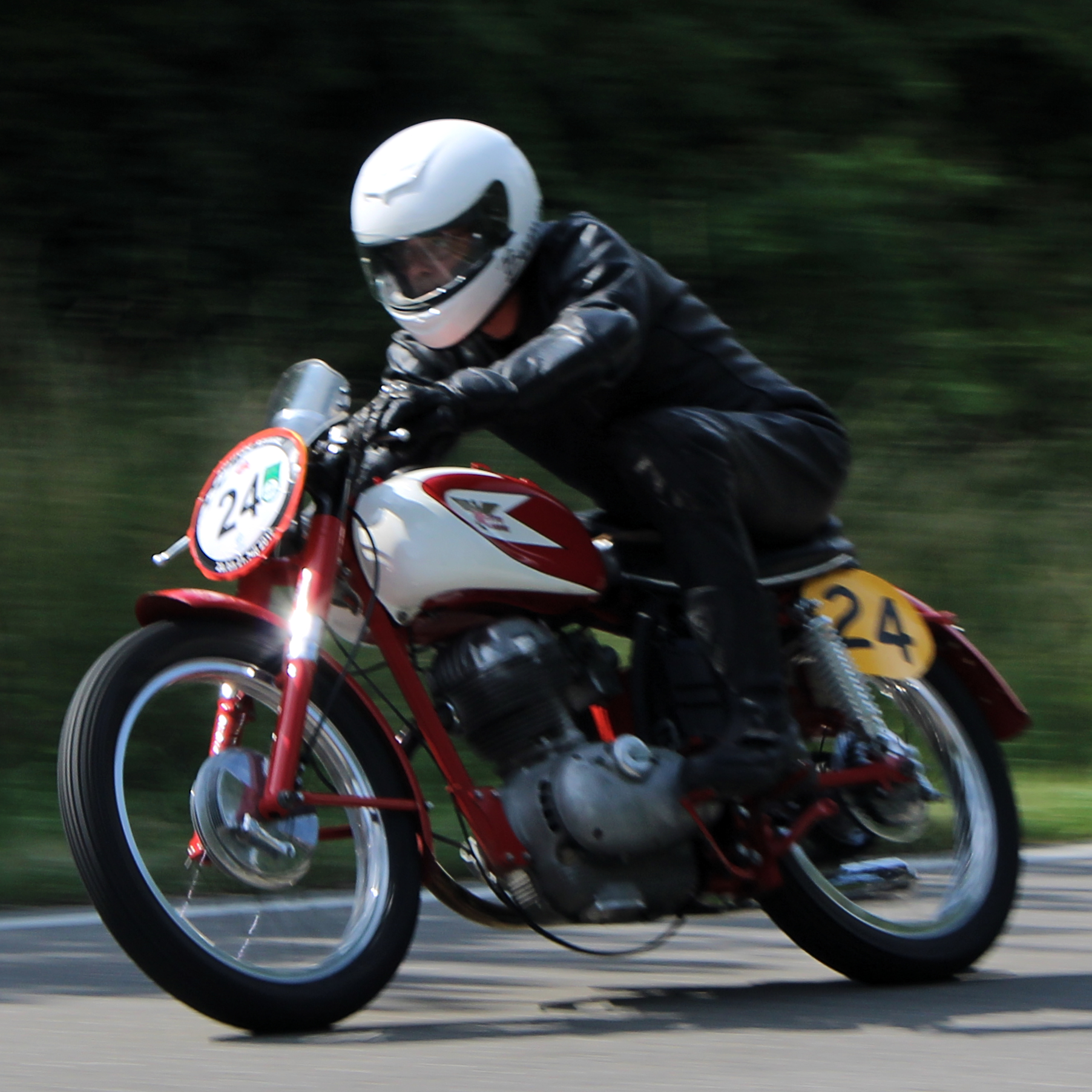
Moto Morini 175 Settebello del 1955

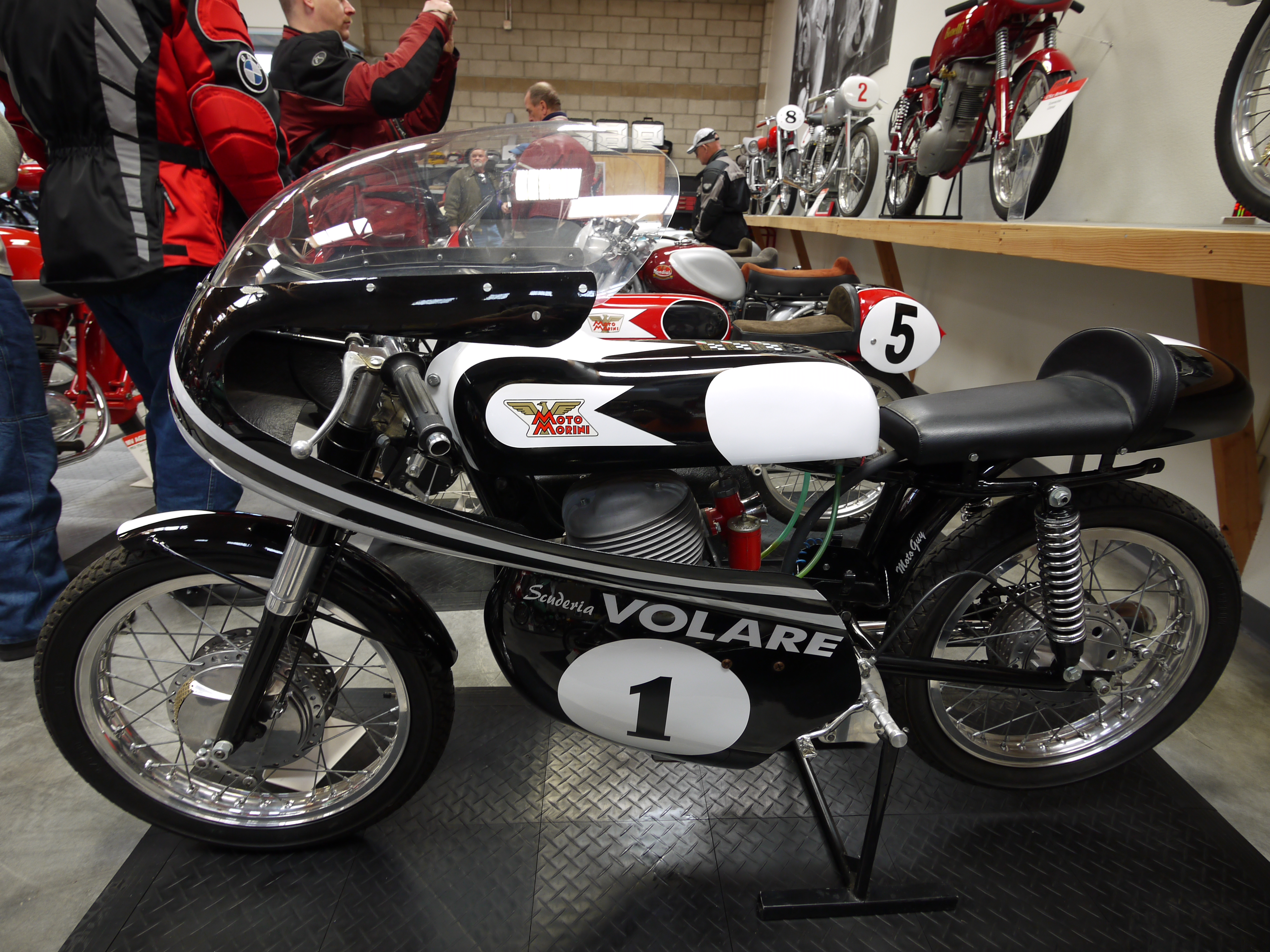
Moto Morini 175 Sprint F3 Corsa del 1959

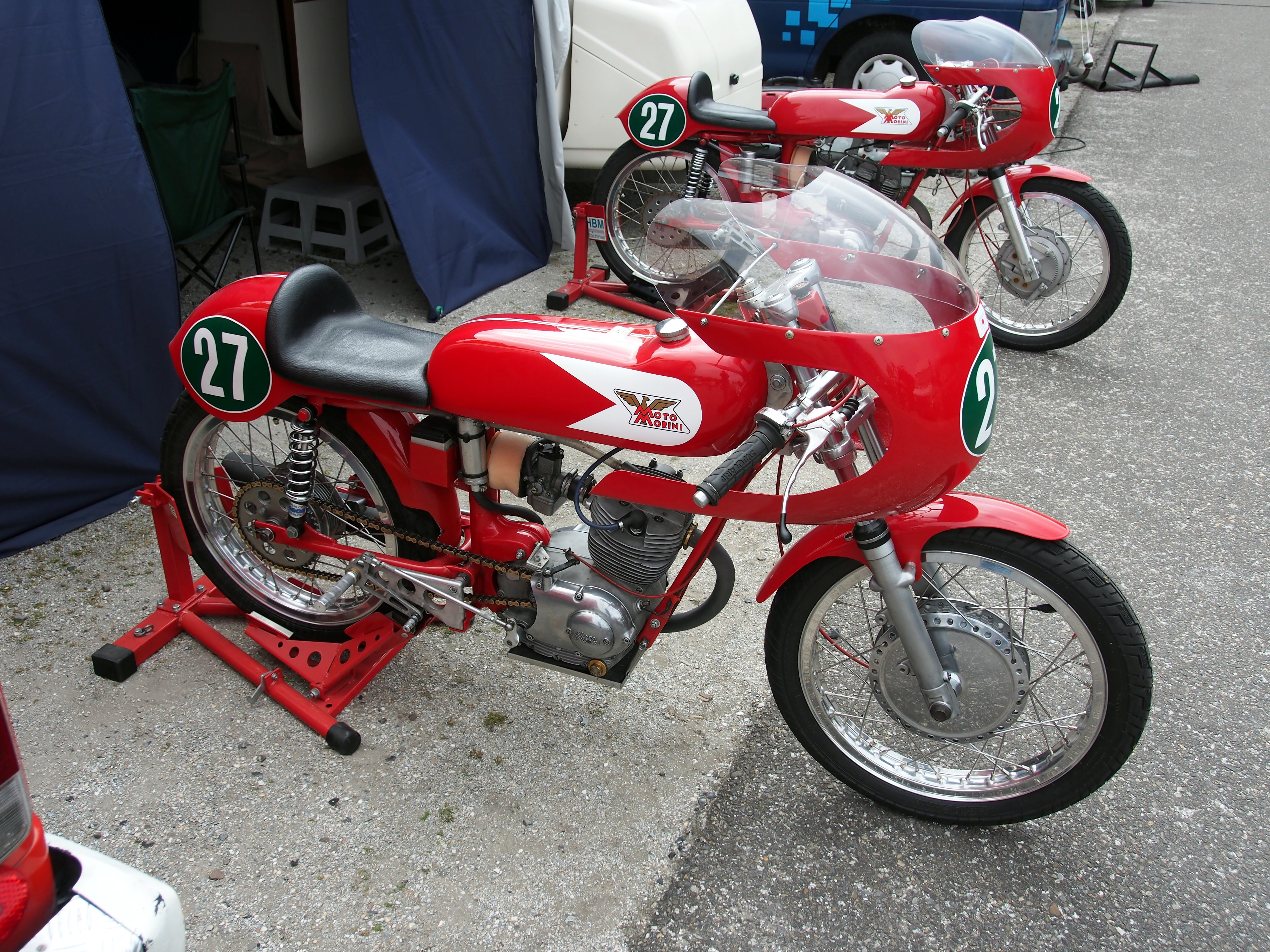
Moto Morini da competizione

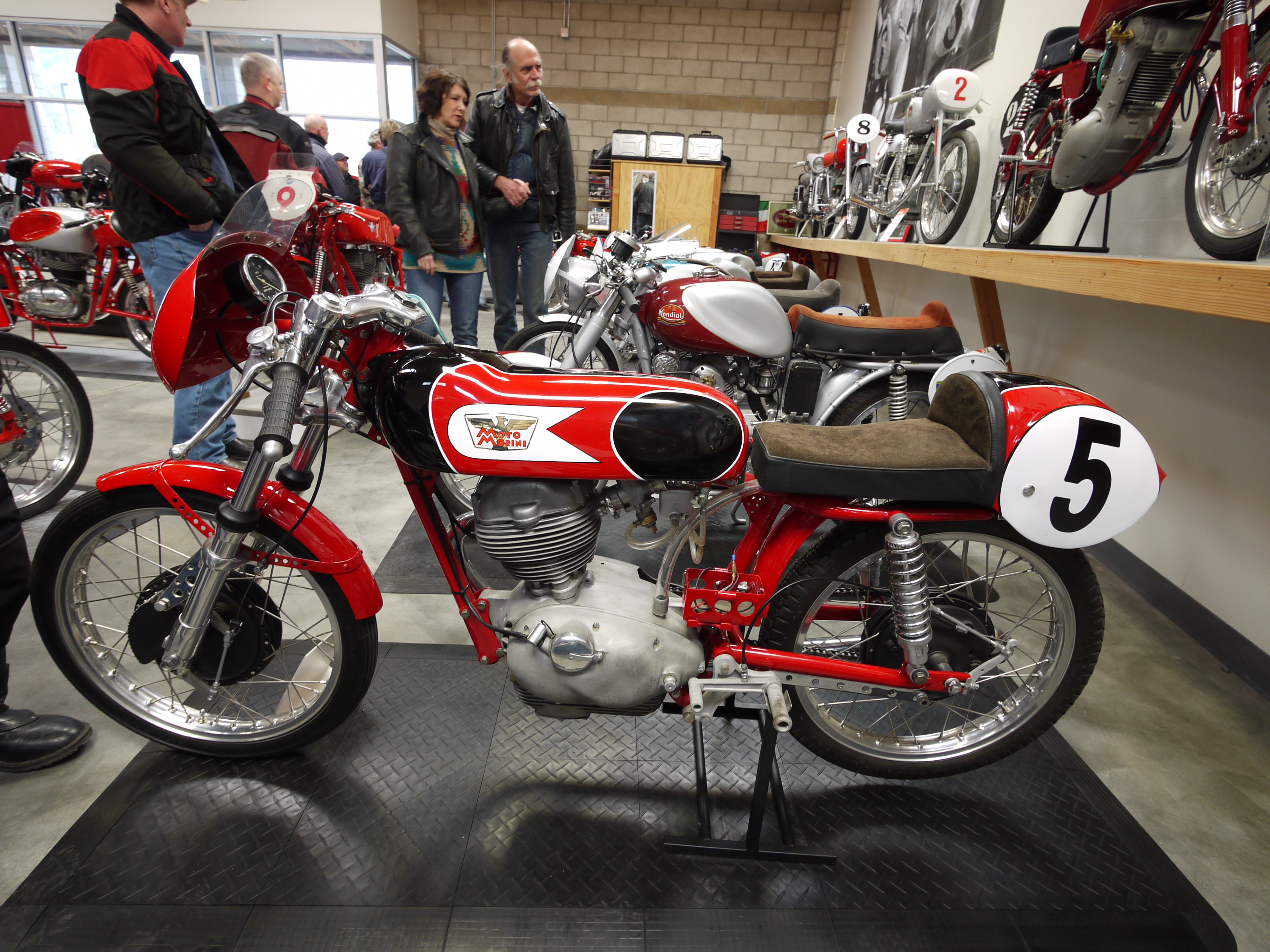
Moto Morini 175 Settebello Aste Corte del 1961

- Moto Morini 125 Competizione, 1948
- Moto Morini 125 Monoalbero, 1949
- Moto Morini 175 Settebello "Motogiro", 1955
- Moto Morini 175 Rebello, 1956
- Moto Morini 250 Bialbero, 1963
- Moto Morini Corsaro Competizione Junior, 1966
- Moto Morini Corsaro Regolarità Competizione Testapiatta 125, 1970
- Moto Morini Corsaro Regolarità Competizione Testapiatta 160, 1970
- Moto Morini Turbo 500, 1981[60]

### I prototipi
- Moto Morini MM3, 2006
- Moto Morini Granferro, 2009
- Moto Morini Scrambler, 2018

## Albo d'oro della Moto Morini

### Motogiro d'Italia
1955
- Categoria unica - 9 tappe per un totale di 3.438 km
- 1º assoluto Emilio Mendogni su Moto Morini
  - Vincitori di classe

Classe 175 cm³: Mendogni su Moto Morini alla media di 105,635 km/h
1956
- Categorie "Sport" e "Derivate di serie" - 8 tappe per[61] un totale di 2.563 km
- 1º assoluto Walter Tassinari su Moto Morini
  - Vincitori di classe - Categoria macchine "Sport"

Classe 175 cm³: Tassinari su Moto Morini alla media di 99,127 km/h

### Campionati nazionali

#### Campionato Italiano Velocità
| Anno                              | Vincitore         | Classe        |
| --------------------------------- | ----------------- | ------------- |
| Campionato Italiano Velocità 1948 | Raffaele Alberti  | Classe 125 cc |
| Campionato Italiano Velocità 1949 | Umberto Masetti   | Classe 125 cc |
| Campionato Italiano Velocità 1953 | Emilio Mendogni   | Classe 125 cc |
| Campionato Italiano Velocità 1954 | Emilio Mendogni   | Classe 125 cc |
| Campionato Italiano Velocità 1961 | Tarquinio Provini | Classe 250 cc |
| Campionato Italiano Velocità 1962 | Tarquinio Provini | Classe 250 cc |
| Campionato Italiano Velocità 1963 | Tarquinio Provini | Classe 250 cc |
| Campionato Italiano Velocità 1964 | Giacomo Agostini  | Classe 250 cc |

## La Moto Morini nei media e nelle forze dell'ordine
Al pari di motoveicoli di altre aziende, svariati modelli di Morini - delle varie epoche del marchio - sono stati utilizzati per apparizioni più o meno rilevanti in film e telefilm. A mero titolo di esempio, un 250 GP Bialbero da corsa del 1964 compare nel film-documentario "Continental Circus" del 1972. Un Corsarino ZZ50 del 1972 compare nel coevo film "Continuavano a chiamarli... er più e er meno" mentre un 501 Excalibur appare nella pellicola "Gaudi Afternoon" del 2001. Un Corsaro 1200 Veloce del 2005 appare in "Hostel: Part II" del 2007 Nel film del 2012 "Benvenuti al Nord, apparve un Corsaro Country 125, guidato dal protagonista Claudio Bisio.
Alcuni esemplari di Moto Morini sono stati acquistati, fino agli anni ottanta, da alcuni corpi di polizia municipale.